# Khải Định

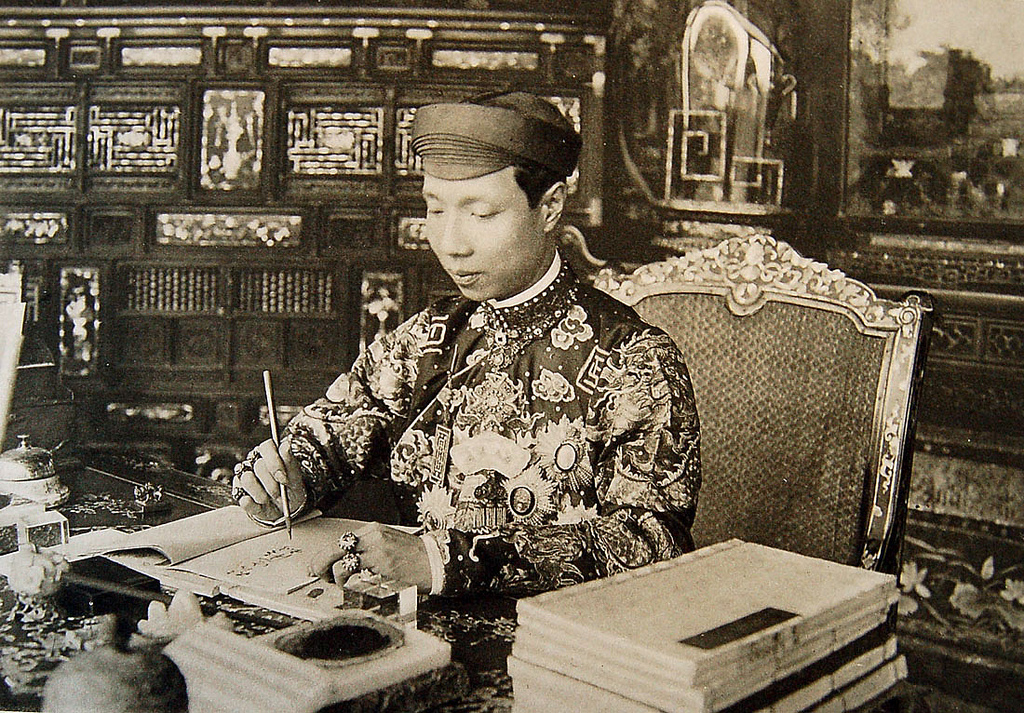
Kejsare Khải Định i sitt arbetsrum (1916)

Khải Định, född 1885, död 1925, Vietnams kejsare 1916-1925. Han var son till kejsar Dong Khanh och efterträdde sin sysslingson Duy Tân. Hans far hade varit lojal mot fransmännen och Khải Định bibehöll lojaliteten mor kolonialmakten. Han blev på grund av detta väldigt impopulär bland folket och inte blev det bättre av att han godkände en skattehöjning som bland annat till stor del användes för att bekosta byggandet av hans grav som finns att beskåda utanför Hue.